# Огден (Юта)
О́гден (англ. Ogden) — город в округе Уибер (Юта, США).
Площадь — 69,0 км². Население — 82 865 человек (7-й в списке крупнейших городов штата).

## История
Первоначально названный Форт-Буэнавентура, город Огден был первым постоянным поселением людей европейского происхождения в том регионе, который сейчас представляет штат Юта. Он был основан траппером Майлсом Гудьиром (Miles Goodyear)  в 1846 на расстоянии примерно в миле к западу от теперешнего центра города Огден. В ноябре 1847 года, Форт-Буэнавентура был куплен мормонами за сумму 1950 долларов. После этого поселение получило наименование Браунсвилль, в честь капитана Джеймса Брауна, но позднее было переименовано в Огден по имени Питера Огдена — влиятельного сотрудника компании Гудзонова залива.
Огден — ближайший крупный город к месту, где был забит «Золотой костыль» в месте Промонтори, штат Юта, где Первая трансконтинентальная железная дорога США была объединена в 1869 году. Огден был известен как крупнейший пассажирский железнодорожный узел, благодаря своему расположению вдоль основных маршрутов: Восток-Запад и Север-Юг, Маршруты пассажиров, путешествующих на запад в Сан-Франциско с восточного побережья Соединенных Штатов, как правило, проходили через Огден (а не через крупный Солт-Лейк-Сити южнее).
В 1972 в году в Огдене Церковью Иисуса Христа Святых последних дней было завершено строительство и был открыт храм в Огдене.
Огден — долгое время был второй по величине город в штате Юта, здесь находится большое количество исторических зданий. Однако, в 1980-х, несколько пригородов Солт-Лейк-Сити, а также Прово и Орем превзошли Огден по численности населения.

## География
Город расположен на высоте колеблется от примерно от 1300 до 1600 метров (4300 до 5200 футов) над уровнем моря. Реки Ogden River, Уибер, которые берут начало в горах на востоке, протекают по городу и сливаются на западе за ним. Имеется плотина ‘’Pineview ‘’ на реке Огден Каньон 11км (7 милях) к востоку от Огдена. Водохранилище за плотиной обеспечивает запас в 140,000,000 м3 воды.
Невдалеке от города выделяются горные вершины ‘’Mount Ogden‘’ на востоке и ‘’Ben Lomond ‘’ на севере.

## Население
- Расовый состав: европеоидная — 79,01 %, негроидная — 2,31 %, коренные американцы — 1,2 %, монголоидная — 1,43 %, австралоидная — 0,17 %, прочие — 12,95 %, две и больше рас — 2,93 %.
- Возраст населения: 28,8 % менее 18 лет, 14,6 % 18—24 года, 29,0 % 25—44 лет, 16,3 % 45—64 лет и 11,3 % более 65 лет.
- Образование представлено Университет Уибера (Weber State University), Огден-Уиберский технологический колледж (Ogden-Weber Applied Technology College), Огденский школьный округ (Ogden City School District).

## Экономика
Как важнейшая и крупная агломерация штата Юта, Огден служит экономическим центром северной части штата. Большую часть центра города занимают офисы различных федеральных, государственных, окружных и муниципальных органов власти. Налоговое управление США имеет большой управление в Огдене и является крупнейшим в городе работодателем (более 5000 сотрудников). Другие крупные работодатели: больница McKay Dee Hospital, университет Weber State University, городское школьное управление (Ogden City School District), шведско-американская компания Autoliv, производитель медоборудования Fresenius и корпорация Convergys.
В 2013 году, Огден занял 16-е место в списке самых лучших мест для бизнеса и карьеры Форбс.
В Огдене имеется несколько промышленных зон в западной части города.

## Известные личности
Стэнли Смит Стивенс — американский учёный- психолог, профессор Гарвардского университета.
Браунинг Джон Мозес — американский изобретатель и конструктор огнестрельного оружия.